# IC 681
IC 681 — галактика типу Sc (компактна спіральна галактика) у сузір'ї Чаша.
Цей об'єкт міститься в оригінальній редакції індексного каталогу.